# Michael Robak
Michael Robak (født 1969) er en dansk journalist og forfatter. Uddannet fra Danmarks Journalisthøjskole i 1996. Han har arbejdet på TV 2 Danmark fra 1998 til 2015. Han har været reporter, redaktør og redaktionschef.
I efteråret 2014 udkom Michael Robak med romanen "Hele byen ved det" på Gyldendal.
I februar 2016 startede han som vært på Go' Morgen Danmark.